# Sivert Høyem
Sivert Høyem (Sortland, 22 gennaio 1976) è un cantante norvegese, noto principalmente come vocalist della rock band Madrugada.
Dopo lo scioglimento della band successivo alla morte del chitarrista Robert Burås nel 2007, ha conosciuto una certa notorietà come artista solista e come membro dei Volunteers, con i quali ha pubblicato l'album Exiles nel 2006.

## Biografia

### Inizi e vita privata

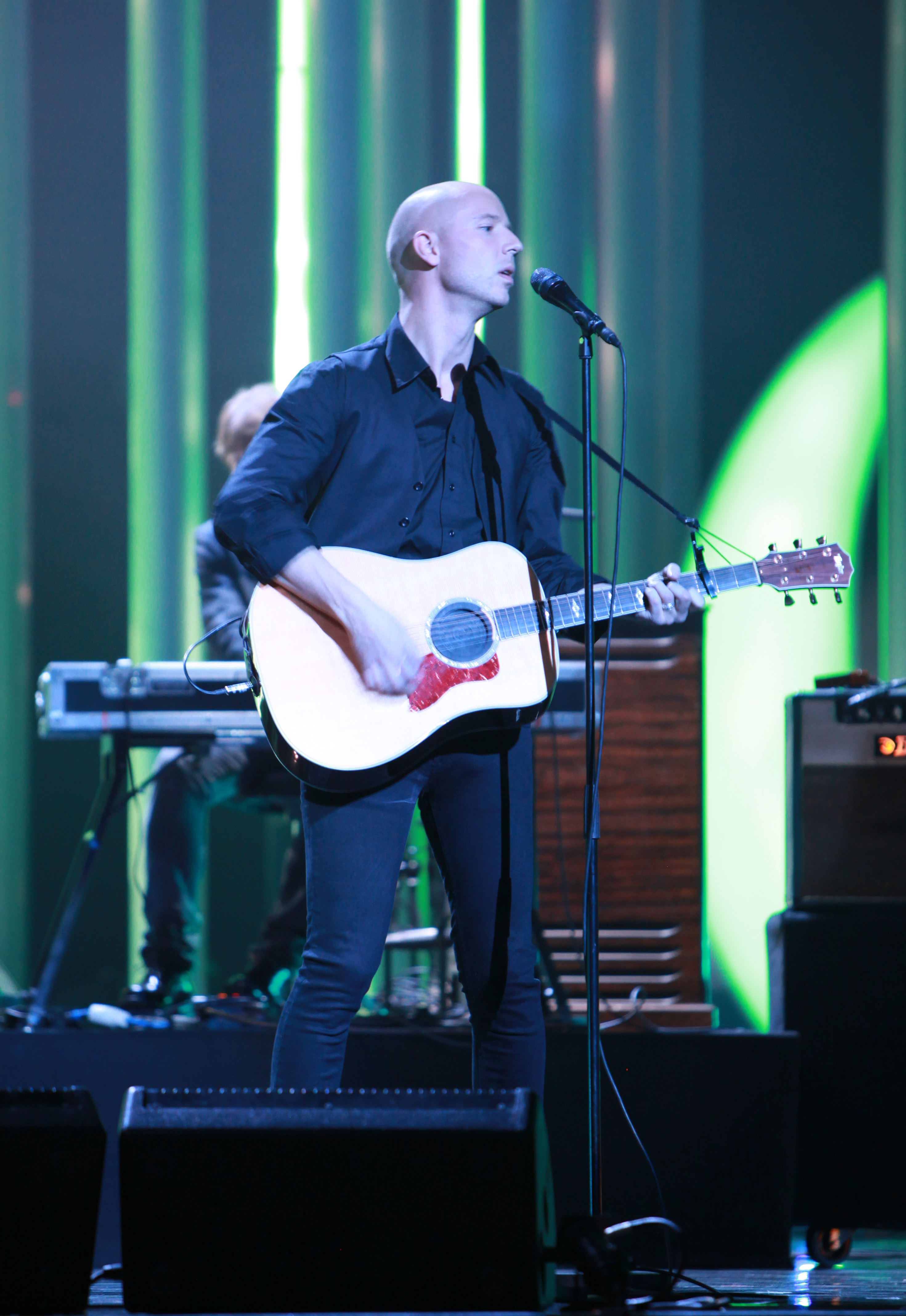
Høyem al concerto del Premio Nobel per la pace a Oslo 2010.

Høyem è figlio dell'insegnante forestale Asbjørn Høyem e di Jørun Drevland, deputata al Parlamento norvegese per la regione del Sortland dal 1993 al 1997. Originario di Kleiva, nel Sortland, vi ha frequentato la locale Scuola Secondaria Superiore prima di trasferirsi a Oslo nel 1995. Mentre muoveva i primi passi nella carriera musicale, si è diplomato in Storia all'Università di Oslo.

### Carriera musicale
Con i Madrugada
Høyem assurse agli onori della cronaca alla fine degli anni '90, quando i Madrugada fecero grande sensazione in madrepatria con il loro album d'esordio, Industrial Silence. Membri della band oltre a Sivert Høyem (voce) erano Frode Jacobsen (basso) e Robert Burås (chitarra). All'indomani della morte di Burås (12 luglio 2007) Høyem e Jacobsen decisero di portare a termine l'incisione del loro secondo e ultimo album. Il disco eponimo (Madrugada) fu pubblicato il 21 gennaio 2008; dopo la sua uscita la band annunciò il proprio scioglimento in seguito ad un ultimo tour, culminato poi nella loro performance del 15 novembre 2008 allo Spektrum di Oslo.

#### Come solista
Høyem ha iniziato la propria carriera solista contemporaneamente ai Madrugada: il suo disco d'esordio, Ladies and Gentlemen of the Opposition, è stato pubblicato nel 2004. Dopo il loro scioglimento ha dato alle stampe Moon Landing (2009) e Long Slow Distance (2011), seguiti da Endless Love (2014) e Lioness (2016).
Con i Volunteers
Già nel 2006 Høyem aveva pubblicato un album (Exiles) seguito poi da un tour estivo con l'ensemble di musicisti noto come Volunteers, che annoverava, oltre ad Høyem quale autore, cantante e chitarrista:
- Cato Salsa: Chitarre / Tastiere
- Børge Fjordheim: batteria / shaker / tamburello
- Rudi Nikolaisen: Bass (Live)
- Kalle Gustafson Jerneholm: Bass (registrato)
- Christer Knutsen: Chitarre / Tastiere

Conclusosi un secondo tour nel dicembre del 2009, Sivert Høyem ha dichiarato in un'intervista al programma radio greco "Rock Show" che non ci sarebbe stato alcun altro disco con i Volunteers, chiudendone di fatto l'attività ad aprile 2012.
Nel settembre 2010 Sivert Høyem ha lanciato il singolo "Prisoner of the road", destinato alla sensibilizzazione verso il Norwegian Refugee Council (NRC, Flyktninghjelpen in norvegese), ONG umanitaria nata nel 1946 con lo scopo di proteggere i diritti dei profughi e dei rifugiati), vincitrice del Norwegian National Telethon.
Nel 2015, "Black & Gold" è stato scelto come brano di apertura della serie televisiva norvegese Okkupert.

## Discografia

### Album
Con i Madrugada
- 1999: Industrial Silence
- 2001: The Nightly Disease
  - CD: The Nightly Disease Vol. II
- 2002: Grit
- 2005: The Deep End
- 2005: Live at Tralfamadore
- 2008: Madrugada

Come solista
| Anno | Album                                          | Posizione massima | Certificazione                  |
| Anno | Album                                          | NÉ                | Certificazione                  |
| ---- | ---------------------------------------------- | ----------------- | ------------------------------- |
| 2004 | Ladies and Gentlemen of the Opposition         | 3                 |                                 |
| 2009 | Moon Landing                                   | 1                 |                                 |
| 2011 | Long Slow Distance                             | 1                 | Norvegia: 2 × Platino (60.000+) |
| 2014 | Endless Love                                   | 1                 |                                 |
| 2016 | Lioness                                        | 1                 |                                 |
| 2017 | Live at Acropolis - Herod Atticus Odeon, Atene | 9                 |                                 |

| Anno | Album  | Posizione massima | Certificazione |
| Anno | Album  | NÉ                | Certificazione |
| ---- | ------ | ----------------- | -------------- |
| 2006 | Exiles | 1                 |                |

Come cantante ospite
- 2013: Voce sulla canzone "Phoenix" sull'album eponimo dei Satyricon 2013.
- 2020: Voce sulla canzone "Coming Home" sull'album dei Me and That Man "New Man, New Songs, Same Shit, Vol. 1"[5]

### Singoli
| Anno | singolo                | Accreditato come | Posizione massima | Certificazione | Album                  |
| Anno | singolo                | Accreditato come | NÉ                | Certificazione | Album                  |
| ---- | ---------------------- | ---------------- | ----------------- | -------------- | ---------------------- |
| 2009 | "Moon Landing"         | Sivert Høyem     | 2                 |                | Atterraggio sulla Luna |
| 2010 | "Prisoner of the Road" | Sivert Høyem     | 1                 |                |                        |
| 2016 | "Sleepwalking Man"     | Sivert Høyem     |                   |                | Leonessa               |

Con i Volunteers
| Anno | singolo            | Posizione massima | Certificazione | Album |
| Anno | singolo            | NÉ                | Certificazione | Album |
| ---- | ------------------ | ----------------- | -------------- | ----- |
| 2006 | "Into the Sea"     | 4                 |                |       |
| 2007 | "Don't Pass Me By" | 16                |                |       |